# Qualificazioni ai Giochi della XXVI Olimpiade (CONCACAF)
Di seguito sono elencati gli incontri con relativo risultato della zona nord/centro americana (CONCACAF) per le qualificazioni ad Atlanta 1996.

## Formula
La formula prevedeva due turni eliminatori.
Nel primo turno le squadre vennero divise per regione geografica: le qualificazioni vennero affrontate nel Nord e Centro America e nei Caraibi.
Il sottogruppo del Nord e Centro America prevedeva due turni eliminatori.
Al primo turno eliminatorio partecipavano solo 2 squadre che si dovevano affrontare in uno spareggio A/R. La vincitrice accedeva al secondo turno eliminatorio.
Al secondo turno eliminatorio partecipavano 6 squadre (inclusa la vincitrice del turno preliminare), erano previsti 3 spareggi A/R; le vincitrici degli spareggi partecipavano al secondo turno.
Il sottogruppo dei Caraibi prevedeva un unico turno eliminatorio; partecipavano 8 squadre che vennero divise in 2 gironi con incontri di sola andata di 4 squadre ciascuno. Le vincitrici dei due gironi partecipavano al secondo turno.
Il gruppo 1 venne interamente giocato in Giamaica mentre il gruppo 2 venne interamente giocato a Trinidad e Tobago.
Il secondo turno era composto da un girone di 6 squadre con incontri di sola andata, questo era l'unico turno di tutte le qualificazioni dove le squadre non vennero divise per regione geografica. Partecipavano a questo turno le 3 squadre che avevano passato il secondo turno eliminatorio nel sottogruppo del Nord e Centro America, le 2 squadre che avevano vinto i loro rispettivi gironi nel sottogruppo dei Caraibi più il Canada che era di diritto qualificato a questo turno.
Il secondo turno venne giocato interamente nella città di Edmonton (Canada).
La vincitrice del girone era qualificata all'Olimpiade mentre la seconda classificata era qualificata allo spareggio internazionale da disputare contro la vincitrice del girone oceanico.

## Risultati

### Primo turno

#### Nord e Centro America

##### Primo turno eliminatorio
| 17 febbraio 1995 | Guatemala | 4 – 0 | Belize |  |

| 5 marzo 1995 | Belize | 2 – 2 | Guatemala |  |

Passa il turno il Guatemala (6-2).

##### Secondo turno eliminatorio
| 5 maggio 1995 | Guatemala | 0 – 1 | El Salvador |  |

| 26 maggio 1995 | El Salvador | 1 – 1 | Guatemala |  |

| 29 luglio 1995 | Bermuda | 0 – 2 | Costa Rica |  |

| 6 agosto 1995 | Costa Rica | 5 – 0 | Bermuda |  |

|  | Panama | – | Messico |  |

|  | Messico | – | Panama |  |

Si qualificano al secondo turno Costa Rica (7-0), El Salvador (2-1) e Messico (ritiro di Panama).

#### Caraibi

##### Gruppo 1
| Squadra           | P.ti | G | V | N | P | GF | GS | DR  |
| ----------------- | ---- | - | - | - | - | -- | -- | --- |
| Giamaica          | 9    | 3 | 3 | 0 | 0 | 19 | 1  | +18 |
| Saint Lucia       | 6    | 3 | 2 | 0 | 1 | 7  | 6  | +1  |
| Isole Cayman      | 3    | 3 | 1 | 0 | 2 | 2  | 12 | -10 |
| Antigua e Barbuda | 0    | 3 | 0 | 0 | 3 | 2  | 11 | -9  |

| 4 giugno 1995 | Antigua e Barbuda | 1 – 2 | Isole Cayman |  |

| 4 giugno 1995 | Giamaica | 6 – 0 | Saint Lucia |  |

| 6 giugno 1995 | Antigua e Barbuda | 1 – 6 | Giamaica |  |

| 6 giugno 1995 | Isole Cayman | 0 – 4 | Saint Lucia |  |

| 8 giugno 1995 | Giamaica | 7 – 0 | Isole Cayman |  |

| 8 giugno 1995 | Saint Lucia | 3 – 0 | Antigua e Barbuda |  |

##### Gruppo 2
| Squadra                   | P.ti | G | V | N | P | GF | GS | DR |
| ------------------------- | ---- | - | - | - | - | -- | -- | -- |
| Trinidad e Tobago         | 6    | 2 | 2 | 0 | 0 | 7  | 1  | +6 |
| Saint Vincent e Grenadine | 3    | 2 | 1 | 0 | 1 | 3  | 3  | 0  |
| Guyana                    | 0    | 2 | 0 | 0 | 2 | 1  | 7  | -6 |
| Suriname                  | 0    | 0 | 0 | 0 | 0 | 0  | 0  | 0  |

| 23 agosto 1995 | Trinidad e Tobago | 2 – 1 | Saint Vincent e Grenadine |  |

| 25 agosto 1995 | Trinidad e Tobago | 5 – 0 | Guyana |  |

| 27 agosto 1995 | Guyana | 1 – 2 | Saint Vincent e Grenadine |  |

### Secondo turno
| Squadra           | P.ti | G | V | N | P | GF | GS | DR  |
| ----------------- | ---- | - | - | - | - | -- | -- | --- |
| Messico           | 15   | 5 | 5 | 0 | 0 | 12 | 1  | +11 |
| Canada            | 8    | 5 | 2 | 2 | 1 | 7  | 3  | +4  |
| Costa Rica        | 7    | 5 | 2 | 1 | 2 | 9  | 9  | 0   |
| Giamaica          | 6    | 5 | 2 | 0 | 3 | 7  | 11 | -4  |
| Trinidad e Tobago | 4    | 5 | 1 | 1 | 3 | 6  | 10 | -4  |
| El Salvador       | 3    | 5 | 1 | 0 | 4 | 7  | 14 | -7  |

| Edmonton 10 maggio 1996 | Canada | 3 – 0 | Giamaica |  |

| Edmonton 11 maggio 1996 | Messico | 3 – 0 | El Salvador |  |

| Edmonton 11 maggio 1996 | Costa Rica | 4 – 2 | Trinidad e Tobago |  |

| Edmonton 13 maggio 1996 | El Salvador | 3 – 1 | Giamaica |  |

| Edmonton 13 maggio 1996 | Trinidad e Tobago | 0 – 0 | Canada |  |

| Edmonton 13 maggio 1996 | Messico | 4 – 0 | Costa Rica |  |

| Edmonton 15 maggio 1996 | Giamaica | 2 – 1 | Costa Rica |  |

| Edmonton 15 maggio 1996 | Canada | 4 – 2 | El Salvador |  |

| Edmonton 15 maggio 1996 | Messico | 2 – 0 | Trinidad e Tobago |  |

| Edmonton 17 maggio 1996 | El Salvador | 1 – 2 | Trinidad e Tobago |  |

| Edmonton 17 maggio 1996 | Canada | 0 – 0 | Costa Rica |  |

| Edmonton 17 maggio 1996 | Messico | 2 – 1 | Giamaica |  |

| Edmonton 19 maggio 1996 | Canada | 0 – 1 | Messico |  |

| Edmonton 19 maggio 1996 | Giamaica | 3 – 2 | Trinidad e Tobago |  |

| Edmonton 19 maggio 1996 | El Salvador | 1 – 4 | Costa Rica |  |